# 1987
1987(천구백팔십칠)은 1986보다 크고 1988보다 작은 자연수다.

## 수학
- 300번째 소수(素數)다. 앞의 소수는 1979, 다음 소수는 1993이다.
  - 베르누이 수의 분자 {\displaystyle B_{510}}을 나눌 수 있는 비정규 소수다.

## 과학
- NGC 1987(영어판): 테이블산자리 방향에 있는 성단.
- 1987 카플란(영어판): 소행성.

## 문화유산
- 대한민국의 보물 제1987호: 김득신 필 풍속도 화첩

## 작품
- 《1987(영어판)》(2014): 캐나다의 코미디 드라마 영화.
- 《1987》(2017): 대한민국의 역사 영화. 영어 제목은 “1987: When the Day Comes”.

## 기타
- 연도: 1987년, 기원전 1987년

## 같이 보기
- 1000